# Episodi di Hercules (quarta stagione)
La quarta stagione della serie televisiva Hercules è composta da 22 episodi ed è stata trasmessa per la prima volta negli Stati Uniti. Le fonti differiscono sulle date di prima visione americana, infatti, secondo IMDb, Rotten Tomatoes e Metacritic gli episodi sono stati trasmessi in prima visione dal 29 settembre 1997 all'11 maggio 1998, mentre secondo The TVDB e TMDB gli episodi sono stati trasmessi in prima visione dall'11 ottobre 1997 al 23 maggio 1998.
| nº | Titolo originale                   | Titolo italiano                        | Prima TV USA      | Prima TV Italia |
| -- | ---------------------------------- | -------------------------------------- | ----------------- | --------------- |
| 1  | Beanstalks and Bad Eggs            | Hercules e il gigante del castello     | 29 settembre 1997 |                 |
| 2  | Hero's Heart                       | Hercules e la dea della fortuna        | 6 ottobre 1997    |                 |
| 3  | Regrets... I've Had a Few          | Hercules e i ricordi                   | 13 ottobre 1997   |                 |
| 4  | Web of Desire                      | Hercules e la donna ragno              | 20 ottobre 1997   |                 |
| 5  | Stranger in a Strange World        | Hercules e il mondo parallelo          | 27 ottobre 1997   |                 |
| 6  | Two Men and a Baby                 | Hercules e il figlio di Marte          | 3 novembre 1997   |                 |
| 7  | Prodigal Sister                    | Hercules e il ritorno delle amazzoni   | 10 novembre 1997  |                 |
| 8  | ...And Fancy Free                  | Hercules e la danzatrice               | 17 novembre 1997  |                 |
| 9  | If I Had a Hammer                  | Hercules e Atalanta                    | 12 gennaio 1998   |                 |
| 10 | Hercules on Trial                  | Hercules e il processo                 | 19 gennaio 1998   |                 |
| 11 | Medea Culpa                        | Hercules e il primo amore              | 26 gennaio 1998   |                 |
| 12 | Men in Pink                        | Salmoneo e il re dei ladri             | 2 febbraio 1998   |                 |
| 13 | Armageddon Now: Part 1             | Hercules e il sangue della Cerva d'Oro | 9 febbraio 1998   |                 |
| 14 | Armageddon Now: Part 2             | Hercules e la pietra di Kronos         | 16 febbraio 1998  |                 |
| 15 | Yes, Virginia, There Is a Hercules | Hercules dove sei?                     | 23 febbraio 1998  |                 |
| 16 | Porkules                           | Hercules contro la dea Discordia       | 16 marzo 1998     |                 |
| 17 | One Fowl Day                       | Hercules e il circo                    | 23 marzo 1998     |                 |
| 18 | My Fair Cupcake                    | Hercules e lo zaffiro di Antiochia     | 13 aprile 1998    |                 |
| 19 | War Wounds                         | Hercules e gli squali di sabbia        | 20 aprile 1998    |                 |
| 20 | Twilight                           | Hercules e il ritorno di Giove         | 27 aprile 1998    |                 |
| 21 | Top God                            | Hercules contro Apollo                 | 4 maggio 1998     |                 |
| 22 | Reunions                           | Hercules contro Giunone                | 11 maggio 1998    |                 |

## Hercules e il gigante del castello
- Titolo originale: Beanstalks and Bad Eggs
- Diretto da: John T. Kretchmer
- Scritto da: Melissa Rosenberg

### Trama
Alyssa è un'anziana donna molto malata, sta per morire, ma prima fa promettere a Hercules di scoprire cosa ne era stato della madre Leanna, anni prima venne rapita da un gigante che la portò nel suo castello. Alyssa muore serenamente dopo che Hercules le promette di fare chiarezza sulla scomparsa della madre. Prima di morire Alyssa rivela a Hercules che per raggiungere il castello del gigante è necessario usare dei fagioli magici. Hercules chiede aiuto ad Autolico, infatti i fagioli sono in possesso del potente Otus, comunque Hercules e Autolico riescono a rubarglieli, gli uomini di Otus danno la caccia ai due dato che Autolico gli ha rubato anche una pietra preziosa. Hercules sotterra i fagioli e nasce una pianta enorme che arriva fin sopra il cielo. Hercules affronta gli uomini di Otus sconfiggendoli, mentre Autolico si arrampica sulla pianta seguito poi da Hercules. I due raggiungono una nuvola tangibile, sulla quale si eregge un castello. I due si addentrano nel castello e lì trovano inaspettatamente Leanna, la quale è ancora una donna bella e giovane. Leanna spiega a Hercules e Autolico che sulla nuvola c'è una diversa dilatazione temporale, lì il tempo scorre più lentamente. Otus manda un suo uomo ad arrampicarsi sulla pianta ma una volta arrivato in cima viene mangiato da un verme gigante. Hercules scopre che Leanna convive con il gigante che l'aveva rapita, è identico a Tifone, infatti è suo fratello Tifune. Lui e Leanna non fanno altro che litigare, Hercules scopre che Tifune e Leanna sorvegliano nel castello tre uova di arpia. Leanna rivela a Hercules che il suo villaggio venne attaccato dalle arpie finché Plutone non si occupò di loro, spedendole negli Inferi, risparmiò solo le tre uova e dato che Leanna era in debito con Plutone per aver salvato il suo villaggio accettò la sua richiesta: ovvero prendersi cura delle uova insieme a Tifune. Finalmente le uova si schiudono e nascono tre piccole arpie che Tifune chiama Fee, Fie e Foe-Fum. Sia Hercules che Autolico capiscono che Tifune è innamorato di Leanna e che è ostile con lei solo perché non riesce a esprimerle i suoi sentimenti. Hercules fa capire a Tifune che deve dare a Leanna la possibilità di scegliere, se rimanere con lui o andarsene. Tifune non ha mai approvato l'indole serafica di Tifone, ma quando Hercules gli rivela che Tifone ha una famiglia felice, inizia a invidiarlo. Una delle arpie fugge dal castello, il verme gigante cerca di farle del male ma Hercules e Tifune lo afferrano insieme e lo scaraventano via dalla nuvola. Tifune dà a Leanna il permesso di abbandonare il castello, ma lei capendo che Tifune e le tre arpie a cui ora è affezionata sono la sua famiglia, decide di rimanere con loro, a patto che lei e Tifune le educhino in modo che in età adulta diventino creature gentili e pure di cuore. Hercules e Autolico scendono dalla nuvola tramite la pianta di fagioli che poi Tifune sradica dalla terra.

## Hercules e la dea della fortuna
- Titolo originale: Hero's Heart
- Diretto da: Philip Sgriccia
- Scritto da: Jerry Patrick Brown

### Trama
Lexus è un uomo benestante, ma riceve la visita di Fortuna la dea della sorte che per punirlo di non aver versato i tributi agli Dei, oltre al fatto che non ha mai donato denaro ai bisognosi, fa in modo che lui perda tutta la sua ricchezza. Ormai senza più soldi, Lexus lascia il suo villaggio insieme alla moglie Okaleia, i due attraversano un ponte piuttosto instabile, sia Lexus che sua moglie rischiano di cadere, finché non intervengono Hercules e Iolao. Soltanto Lexus si salva per merito di Hercules, ma Iolao non riesce a salvare Okaleia che cade dal precipizio morendo. Iolao viene mal giudicato dalle persone per non aver salvato Okaleia, tanto che Iolao decide di separarsi di Hercules, pur volendo rimanere suo amico preferisce dare un taglio alla sua vita da guerriero, per lui è già difficile vivere all'ombra di Hercules sapendo che tutti reputano quest'ultimo il vero eroe e non lui, e il fatto che non è stato capace di salvare Okaleia lo fa stare ancora peggio dato che adesso si considera un incapace. Iolao ai tempi dell'adolescenza era un delinquente e quindi per via dei suoi precedenti non riesce a trovare un lavoro. Fortuna confessa a Hercules che è stata lei a mandare in rovina Lexus mettendolo nella posizione di lasciare il villaggio con sua moglie, quindi si sente responsabile per la morte di Okaleia e per il rimorso che affligge Iolao, quindi si offre di aiutarlo, ma Hercules le chiede di rimanere fuori da questa storia. Fortuna, contravvenendo agli ordini di Hercules, propone a Iolao di rimuovere il ricordo di Okaleia dalla sua memoria, in questo modo supererà il rimorso, Iolao impulsivamente afferma che avrebbe preferito non incontrare Hercules, di conseguenza queste sue parole influenzano l'incantesimo di Fortuna che senza volerlo cancella dalla memoria di Iolao il ricordo di Hercules e di tutte le loro imprese. Come conseguenza del fatto che Iolao ha perso il ricordo di tutte le avventure eroiche che ha diviso con l'amico, diventa spregiudicato e attaccabrighe, riemerge infatti la sua indole criminale che lo aveva contraddistinto quando era ancora un adolescente. Hercules viene incaricato dal re Trancas di trasportare un forziere contenente dell'oro nel villaggio di Nemea, intanto Iolao viene avvicinato dal capo di un gruppo brigante di nome Xeno, il quale affascinato dalle capacità di Iolao gli offre l'opportunità di lavorare per lui, e Iolao accetta. Xeno lo affianca al suo braccio destro, Thanatos, ma in breve Iolao fa in modo che Xeno caccia via Thanatos dal gruppo in quanto si è rivelato fin troppo disonesto. Xeno incarica Iolao di condurre i suoi uomini per un incarico: rubare l'oro che Hercules deve proteggere. Hercules sconfigge gli uomini di Xeno, ma poi rimane sorpreso quando vede Iolao aiutarli, quest'ultimo non riconosce l'amico, quindi armato di spada lo affronta, anche se Hercules si rifiuta di combattere contro di lui. Iolao, pur non avendo ricordo di Hercules, istintivamente non trova il coraggio di ucciderlo. Intanto Thanatos convince gli uomini di Xeno a voltargli le spalle e a passare dalla sua parte, decide di uccidere Xeno il quale comunque con rassegnazione non oppone resistenza. Hercules segue Iolao il quale, quando scopre che Xeno è in pericolo, va a salvarlo, infatti benché Xeno sia un brigante, lo ha trattato con rispetto. Thanatos e i suoi uomini legano le mani di Xeno con una corda e lo gettano in un laghetto in modo che muoia per affogamento, intervengono Hercules e Iolao che sconfiggono Thanatos e i suoi uomini, infine Iolao si getta nel laghetto e salva Xeno. Alla fine Hercules consegna alle autorità sia Thanatos che Xeno, quest'ultimo ha scelto di costituirsi avendo capito che deve espiare i suoi crimini, Xeno ammette che stima Iolao il quale ha dato prova di essere un uomo di valore. Fortuna restituisce a Iolao tutti i ricordi legati a Hercules, e purtroppo con essi anche la morte di Okeleia, come afferma Hercules il rimpianto di non averla salvata lo perseguiterà per sempre, ma gli fa notare che anche quando credeva di essere un criminale Iolao non ha esitato a salvare Xeno quando egli era in pericolo oltre al fatto che si è astenuto dall'uccidere Hercules, e questa è la prova che Iolao ha un cuore nobile. Iolao ritrova il suo buon umore, pronto a fiancheggiare nuovamente Hercules, essendogli riconoscente per non aver smesso di credere in lui.

## Hercules e i ricordi
- Titolo originale: Regrets... I've Had a Few
- Diretto da: Gus Trikonis
- Scritto da: Paul Robert Coyle

### Trama
Hercules va a trovare il suo amico Jaris il quale è alle prese con il brigante Claxon, quest'ultimo pur essendo colpevole di omicidio, è stato assolto dalle accuse durante il processo avendo minacciato il testimone che lo avrebbe incriminato. Jaris è vedovo da poco, ha un bambino che praticamente è solo un infante, lo cresce insieme alla cognata Rena. Hercules vede Celesta, la messaggera di Plutone, lei appare solo quando una persona è in punto di morte. Hercules scopre che Celesta è lì per Jaris, lui deve morire, le Parche hanno già stabilito il suo fato. Hercules chiede a Celesta di posticipare la morte di Jaris di un giorno, il tempo di prepararlo a quello che sta per succedergli. La mente di Hercules lo riporta alla sua adolescenza, quando lui e Iolao (quest'ultimo aveva deciso di abbandonare la delinquenza) erano cadetti nell'accademia del centauro Chéirōn, un giorno dei briganti guidati da Dageth e Kenickus attaccarono i due ragazzi, che però riuscirono a difendersi, uno dei briganti si chiamava Bartoc e attaccò Hercules ma quest'ultimo era fin troppo forte per lui e si divertì a picchiarlo e a umiliarlo, quel giorno Hercules vide per la prima volta Celesta, la quale era lì per la morte di Batroc: senza volerlo Hercules lo uccise. Dageth e Kenickus fuggirono insieme ai loro uomini, Hercules si sentì in colpa dal momento che avrebbe potuto limitarsi a disarmare Batroc senza ucciderlo. Hercules decise di portare il corpo di Batroc dalla sua famiglia, conobbe così il padre e il fratello ovvero Nehemiah e Jaris, quest'ultimo era ancora un bambino. Dageth fece rapire Iolao ma quest'ultimo riuscì a fuggire, raggiunse poi Hercules solo per scoprire che non aveva ancora informato Nehemiah e Jaris che l'assassino di Batroc era proprio lui, infatti Hercules si è presentato semplicemente come un amico di Batroc, intanto a quest'ultimo venne data una sepoltura, Batroc era fuggito di casa dopo un litigio con Nehemiah il quale non accettava le cattive amicizie che il figlio si era fatto. Hercules e Iolao decisero di trattenersi ancora un po' a casa di Nehemiah aiutandolo con il suo lavoro, ma Iolao capì che Hercules e Nehemiah si stavano affezionando troppo l'uno all'altro: Hercules vedeva in Nehemiah il padre affettuoso e responsabile che Giove non era mai stato, aveva capito che Hercules voleva riscattarsi della morte di Batroc sostituendosi a lui. Iolao cercò di far capire a Hercules che era sbagliato continuare a portare avanti questa messa in scena, arrivarono poi Dageth e i suoi uomini, a quel punto Hercules si preparò a combattere. Hercules però confessò a Nehemiah che era stato lui a uccidere Batroc. Hercules, Iolao e Nehemiah affrontarono i briganti, ma poi quando Dageth tentò di uccidere Jaris, in suo aiuto intervenne Hercules che sfidò Dageth, duranto lo scontro Kenickus cercò di intervenire ma Iolao riuscì a metterlo al tappeto, infine Dageth venne sconfitto da Hercules e si ritirò con i suoi uomini. Quando Jaris scopre da Hercules che a breve morirà, decide di regolare i conti con Claxon, quest'ultimo lo provoca affermando di poter compiere ogni crimine che desidera dal momento che nessuno testimonierà mai contro di lui visto che tutti lo temono, ma Jaris lo accoltella davanti a Hercules e lo uccide. Celesta spiega a Hercules che Claxon non doveva morire, non era ancora giunta la sua ora, questa è stata una conseguenza del fatto che Hercules ha concesso a Jaris un altro giorno di vita, Celesta mette in guardia Hercules perché se Jaris ucciderà ancora non gli verrà concesso il permesso di accedere ai Campi Elisi. Jaris cerca di uccidere un gruppo di malviventi che hanno derubato un'anziana donna di tutti i suoi averi dopo averla aggredita, ma Hercules gli impedisce di commettere un altro omicidio. Hercules ha capito che la rabbia di Jaris è solo un modo per evadere dalla sua paura di morire, ma gli suggerisce di trascorrere il poco tempo che gli resta con suo figlio, Jaris capendo che il suo amico ha ragione, decide di stare con il suo bambino nel poco tempo che gli rimane da vivere. Quando Jaris muore, Rena prende in custodia il piccolo Batroc (a cui Jaris aveva dato il nome del defunto fratello) infine Jaris viene seppellito accanto al fratello e al padre.

## Hercules e la donna ragno
- Titolo originale: Web of Desire
- Diretto da: Michael Lange
- Scritto da: Alex Kurtzman e Roberto Orci

### Trama
Hercules e Iolao sono diretti a Corinto a bordo di una galea, ma dato che è in procinto di scatenarsi una tempesta, la galea approda su una spiaggia. Hercules e l'equipaggio trovano rifugio in una spelonca, e lì scoprono che è custodito un forziere pieno di ricchezze. Hercules riconosce il marchio sullo scrigno, è quello di re Zolas, ha capito che sono stati dei pirati a rubarlo, Hercules è dell'intenzione di restituirglielo. Hercules scopre che lui e i suoi compagni di viaggio non sono soli, infatti nella grotta c'è un mostro, ha le fattezze di una donna ragno, che inizia a uccidere lentamente tutti i membri dell'equipaggio. Hercules e Iolao vengono attaccati da una donna di nome Nebula, lei è il capitano dei pirati che avevano rubato l'oro a Zolas, avevano deciso di nasconderlo nella spelonca ma quando iniziarono a scavare una fossa dove custodire il tesoro, involontariamente hanno dissotterrato la creatura che ora si aggira nella grotta, che nel giro di poco aveva ucciso tutti gli uomini di Nebula. Hercules ha capito che si tratta di Aracne era una malvagia regina, uccise la sua stessa figlia perché invidiosa del fatto che lei fosse più bella della madre, tanto che Giove la punì trasformandola nel mostro. Aracne rapisce Iolao, ciò che desidera Aracne è usare le sue prede come mezzo riproduttivo, tramite loro creerà dei mostro con i quali riconquisterà il suo regno. Hercules dà fuoco alla grotta, lui e Nebula salvano Iolao. Aracne decide di uccidere Hercules in quanto figlio di colui che la trasformò in un mostro, ma Hercules usando la vanità di Aracne contro di lei, usa uno scudo in modo che Aracne veda il suo stesso riflesso, Aracne inorridita dal suo mostruoso aspetto, indietreggia contro le fiamme e muore bruciando. Una volta fuggiti dalla grotta Nebula con la sua galea conduce Hercules e Iolao da re Zolas in modo da restituirgli il suo tesoro, ma in ogni caso dato che Hercules è in debito con Nebula per averlo aiutato a sconfiggere Aracne, decide di non consegnarla alle autorità, dato che ormai sono diventati amici.

## Hercules e il mondo parallelo
- Titolo originale: Stranger in a Strange World
- Diretto da: Michael Levine
- Scritto da: Paul Robert Coyle

### Trama
Hercules e Iolao salvano una ragazza che i servi di Marte avevano rapito e condotto nel suo tempio, a quel punto interviene Marte, lui e Hercules si affrontano ma Giove interrompe lo scontro tra i suoi figli scatenando le sue saette, le quali aprono un varco dal quale spunta fuori un altro Iolao, ad un tratto dal varco escono fuori dei cavalieri che rapiscono Iolao portandolo con loro nel varco, che lo conducono in una realtà parallela prima che il varco si chiuda. I cavalieri lavorano per Hercules, che in questa dimensione abbandonato da Alcmena è diventato uno spietato sovrano, Xena è la sua amante, Olimpia il suo giustiziere, Joxer è a capo della resistenza che si oppone alla tirannia di Hercules, invece Marte è il dio dell'amore mentre Venere la regina degli Dei che Hercules vuole avere in moglie. Intanto l'altro Iolao, che è in compagnia di Hercules e Marte (scioccati dall'accaduto) si rivela essere il giullare dell'altro Hercules. Arriva Venere che informa i suoi fratelli che Giove sta male, tuttavia Marte è indifferente alla cosa, dal momento che tra i figli di Giove sono sempre stati Hercules e Venere quelli che ha amato di più. Hercules deve salvare Iolao dalla dimensione dove ora è prigioniero, e solo Giove può aprire un secondo portale, quindi Venere e Hercules si mettono a profanare il tempio di Marte, il quale non tollerando una tale mancanza di rispetto combatte contro Hercules. Intanto nell'altra realtà Iolao scopre che la sua versione parallela è in realtà un alleato di Joxer. Quest'ultimo affronta Xena togliendole dal collo il suo ciondolo che poi Iolao riesce a rubare scoprendo che al suo interno c'è il sangue della Cerva d'Oro che è capace di uccidere un dio: Iolao capisce che Xena sta avvelenando con il sangue della Cerva d'Oro il Giove di questa realtà (e di riflesso anche il Giove dell'altra dimensione stava male). Intanto nell'altro mondo Giove usa ancora una volta le saette per fermare lo scontro tra Hercules e Marte aprendo così un altro varco, Hercules e l'altro Iolao lo attraversano, mentre dall'altra parte anche Iolao attraversa il varco con l'Hercules malvagio che lo insegue riuscendo a recuperare il ciondolo con dentro il sangue della Cerva d'Oro, tuttavia una volta dentro il varco Hercules incrocia la sua versione malvagia e lo colpisce con un pugno facendo in modo che egli rimanga intrappolato tra i due mondi, mentre Hercules e Iolao tornano alla loro realtà. Giove inizia a sentirsi meglio dato che anche la sua versione dell'altra realtà non rischia di essere più avvelenato dal sangue della Cerva d'Oro.
- Guest Star: Lucy Lawless (Xena), Renée O'Connor (Il Giustiziere), Ted Raimi (Corilo).

## Hercules e il figlio di Marte
- Titolo originale: Two Men and a Baby
- Diretto da: Chris Graves (accreditato come Christopher Graves)
- Scritto da: John Hudock (sceneggiatura) e Kevin Sorbo (soggetto)

### Trama
Hercules è intento a pescare ma poi la corrente del fiume trascina un neonato, e lui lo salva, poi Hercules e Iolao vengono raggiunti da Nemesi la quale rivela ai due che il bambino è suo figlio Evander, lei stava affrontando i soldati di Marte e quindi aveva affidato il piccolo alla corrente del fiume. Nemesi, con grande sorpresa di Hercules, gli rivela che è lui il padre del bambino, frutto della loro breve storia (Hercules e il giustiziere degli dei). Hercules, pur essendo impreparato, è felice di avere un'altra opportunità per essere padre. Nemesi, senza dire niente si allontana da Hercules e Iolao affidando a loro il bambino, intanto Marte ordina alla dea Discordia che lavora per lui di portargli vivi sia Evander che Nemesi. Iolao nota che Evander ha dei poteri, sebbene Hercules non se ne sia accorto. Discordia e gli uomini di Marte catturano Nemesi e la legano a un palo, con la minaccia di farle fuoco, sebbene in passato Nemesi e Discordia fossero amiche, quest'ultima la invidiava dato che desiderava essere lei la giustiziera degli Dei, e invece l'incarico venne dato a Nemesi. Intervengono Iolao e Hercules che salvano Nemesi e fuggono insieme a lei. Marte spiega a Discordia che gli Dei stabilirono la regola per cui una divinità non deve ucciderne un'altra, Giove estese questa regola anche per Hercules e infatti è per questo che nessun dio ha il permesso di ucciderlo, ma Evander è per metà un mortale, se Marte lo rapisce e lo educa per trasformarlo in un'arma da usare contro Hercules, potrà uccidere l'odiato fratello. Nemesi confessa a Hercules che gli ha mentito: è Marte il padre di Evander, lei desiderava tornare a essere una divinità, Marte le promise che l'avrebbe ritrasformata in una dea se Nemesi avesse accettato di diventare la sua amante e di dargli un figlio. In effetti anche se Nemesi gli ha dato un bambino, Marte ha infranto la promessa e infatti Nemesi è rimasta una mortale, ma ora ha capito che è meglio vivere da umana dato che gli Dei, per via della loro immortalità, provano solo sentimenti di natura fugace, mentre come mortale le passioni sono più intense. Nemesi vuole tenere Evander lontano dal padre, Hercules però non capisce l'interesse di Marte nei confronti del piccolo, in effetti Marte ha avuto molti figli trovando strano che per Evander abbia questo insolito interesse. Nemesi gli spiega che Evander è nato con dei poteri prodigiosi, Marte vuole trasformarlo in un'arma. Hercules, che ormai si è affezionato a suo nipote, promette a Nemesi che terrà Marte lontano da loro. Purtroppo arrivano Marte e Discordia che minacciano di uccidere sia Nemesi che Iolao, quindi Hercules si vede costretto a consegnare al suo fratellastro il piccolo Evander. Marte lo affida a Discordia che però con il bambino in braccio non riesce a teletrasportarsi, infatti Evander essendo per metà umano non le consente di farlo, quindi Discordia raggiunge il suo castello con Evander in sella a un cavallo. Proprio seguendo le tracce del cavallo, Hercules, Nemesi e Iolao trovano il castello. Intanto Discordia, ora che ha scoperto che Marte l'aveva ingannata e che il bambino è il figlio del dio della guerra e non di Hercules, rapisce Evander portandolo via al padre, infatti per via dell'astio che nutre per Nemesi è consapevole che finché lei e Marte continueranno ad avere un figlio in comune, il dio della guerra avrà sempre per Nemesi un occhio di riguardo. Nemesi affronta Discordia la quale tenta di uccidere Evander, ma Hercules lo salva, poi Evander usa i suoi poteri contro Discordia sconfiggendola. Hercules e Iolao combattono contro Marte e i suoi soldati; Iolao riesce a sconfiggere gli scagnozzi di Marte anche grazie ai poteri di Evander, mentre Hercules affronta Marte riuscendo a batterlo. Marte perde ogni desiderio di appropriarsi del figlio rendendosi conto che Evander ha un cuore troppo buono. Nemesi saluta Iolao e Hercules che si rimettono in viaggio, Hercules e Nemesi si baciano (i due si ameranno per sempre) infine Hercules saluta Evander promettendo al suo nipotino che verrà a trovarlo, con la speranza che Evander diventerà una persona speciale.

## Hercules e il ritorno delle amazzoni
- Titolo originale: Prodigal Sister
- Diretto da: Gary Jones
- Scritto da: Robert Bielak

### Trama
Runn e sua sorella Siri sono due bambini che abitano in un villaggio nelle terre di Sarna, fanno poi il loro arrivo le Amazzoni che uccidono gli abitanti del villaggio, un'amazzone uccide crudelmente i genitori di Runn e Siri, quest'ultima viene poi rapita dalle Amazzoni. Sono trascorsi quattordici anni, Runn è ormai un uomo, soffre di cecità e viene catturato da alcuni mercanti di schiavi, ma Hercules lo libera insieme agli altri. Quando Hercules scopre che Runn è diretto a Sarna, decide di seguirlo dal momento che anche Hercules è diretto lì dato che un gruppo Amazzoni ha dato inizio a uno spargimento di sangue dietro l'altro. Runn spiega a Hercules che le Amazzoni rapirono sua sorella e adesso vuole trovare Siri. Hercules e Runn vanno al porto e lì incontrano l'amazzone Anfitea, amica di Xena, è insieme a suo figlio, un piccolo centauro. Runn cerca di ucciderla, ma Hercules gli impedisce di farle del male, lui ormai prova un odio viscerale per ogni amazzone dopo quello che fecero alla sua famiglia. Anfitea mette in guardia Hercules, perché le Amazzoni della tribù di Sarna sono considerate delle fuorilegge anche nella stessa comunità amazzone. Hercules e Runn prendono il largo con un'imbarcazione, Hercules rimprovera Runn per come si è comportato con Anfitea, spiegandogli che le Amazzoni a eccezione di quelle che sterminarono la sua famiglia sono guerriere nobili e di buon cuore. Runn non sente ragioni, affermando che se ne avesse il potere, ucciderebbe ogni amazzone, tuttavia Hercules lo mette in guardia, facendogli tenere presente che le Amazzoni rapirono Siri, ma è notorio che non assumono schiavi al loro servizio quindi è probabile che abbiano convertito Siri in un'amazzone. Runn e Hercules raggiungono Sarna e trovano un villaggio attaccato dalle Amazzoni guidate dalla loro regina, la spietata Mayam. Hercules combatte contro le Amazzoni sconfiggendole una dopo l'altra, così anche gli abitanti del villaggio trovano la forza di respingerle, infatti le Amazzoni battono in ritirata. Hercules riesce a fermare un'amazzone che stava per uccidere Runn notando che quest'ultimo ha sulla mano lo stesso marchio che anche l'amazzone ha sulla sua capendo che si tratta di Siri (i loro genitori avevano marchiato la mano a entrambi). Hercules incontra Siri nel bosco spiegandole che Runn è suo fratello, lei però trova tutto ciò inconcepibile, infatti Mayam le fece credere che i suoi genitori l'avevano abbandonata. Mayam mente a Siri affermando che Hercules le ha raccontato solo bugie. Siri crede ciecamente alle parole di Mayam in quanto ha rimosso il ricordo del suo sequestro, e Mayam dice che vuole rendere Siri la prossima regina amazzone. Le Amazzoni rapiscono Runn e Hercules, quest'ultimo ha capito che Mayam è solo una donna malvagia che combatte per cupidigia e che non segue nemmeno le regole del consiglio delle regine Amazzoni. Siri, iniziando a capire che in parte Hercules potrebbe aver ragione, propone la sfida dei Pali di Fuoco: Mayam e Runn si affronteranno rimanendo in bilico su dei pali di legno che si trovano sopra a un fuoco, chi cade muore bruciato. Hercules si offre di affrontare Mayam al posto di Runn, la regina accetta la sfida e combatte contro Hercules, interviene Siri che aiuta Mayam affrontando Hercules che però la disarma, non è sua intenzione farla del male. Mayam si mette a insultare Hercules e Runn riconosce la sua voce: è la stessa dell'amazzone che uccise i suoi genitori. Mayam non nega di averli uccisi, voleva rapire Siri per fare di lei una grande amazzone. Mayam cerca di uccidere Hercules con un colpo di spada, ma lui evita l'attacco e Mayam si sbilancia cadendo tra le fiamme e morendo. Siri e Runn decidono di affrontarsi, ma Hercules interrompe lo scontro, facendo capire a entrambi che combattere non serve a nulla. Le Amazzoni celebrano la morte di Mayam con una cerimonia funebre, Siri chiede a Runn di accompagnarla nel villaggio dove morirono i loro genitori, e una volta lì Siri rievoca i suoi ricordi soppressi, Hercules li lascia da soli mentre Siri e Runn si tengono per mano.

## Hercules e la danzatrice
- Titolo originale: ...And Fancy Free
- Diretto da: Michael Hurst
- Scritto da: Alex Kurtzman e Roberto Orci

### Trama
Hercules è in viaggio per Crotone e fa tappa nel villaggio di Rhumba, dove si tiene un concorso di ballo, il villaggio è famoso per la popolarità della danza, la gara di ballo ha come scopo quello di porgere omaggio alle Muse. Hercules conosce una ragazza di nome Althea, lei fin da bambina desiderava prendere parte alla gara di ballo, ma non ha nessun partner disposto a danzare con lei. Hercules, vedendo le altre ragazze prenderla in giro, si offre come partner di Althea, il giudice di gara accetta la sua iscrizione data la popolarità di Hercules. Althea è orfana di madre, lei e il padre ospitano Hercules nella loro casa. Il problema è che a dispetto del desiderio di Althea di partecipare alla gara di ballo, lei sembra totalmente negata per la danza. Il giudice di gara, per far sì che a vincere sia la nipote (pure lei tra le partecipanti oltre a essere la campionessa in carica) obbliga tutti gli istruttori di danza a non dare lezioni di ballo a Hercules e Althea. Fortunatamente conoscono una donna, si chiama Twanky, è un'insegnante di ballo, e decide di istruire Hercules e Althea facendoli diventare dei provetti ballerini. Twanky confessa ad Althea che la madre della ragazza era stata anche lei una ballerina nonché sua allieva. Il padre di Althea non accetta che la figlia prenda parte alla gara di ballo, rivela a Hercules che lui era il partner della moglie, danzavano insieme, ma lei odiava ballare seguendo le regole imposte dalla gara, tanto che venne bandita da ogni torneo di ballo, è morta a causa del dolore emotivo dato che non le permisero più di ballare. Hercules gli fa capire che non deve ostacolare la figlia ma incoraggiarla. Hercules e Althea partecipano alla gara di ballo, gli uomini del giudice di gara li attaccano ma loro li sconfiggono mentre ballano usando in combattimento i passi di danza, e riescono anche a vincere con grande orgoglio del padre di Althea.

## Hercules e Atalanta
- Titolo originale: If I Had a Hammer
- Diretto da: Steve Polivka
- Scritto da: Paul Robert Coyle

### Trama
Hercules viene invitato da Salmoneo a prendere parte come soggetto per una gara artistica, vincerà il concorrente che dipingerà o scolpirà meglio Hercules, i guadagni verranno dati in beneficenza agli orfani di guerra. Intanto Atalanta presenta a Salmoneo e Hercules il suo nuovo compagno, Curteus, il quale viene picchiato da Billius e i suoi amici dopo aver preso le difese di Atalanta che loro stavano insultando. Hercules e Atalanta li affrontano sconfiggendoli, ma Curteus dopo aver visto che Atalanta è una guerriera, trovandola tutt'altro che femminile, decide di lasciarla. Atalanta ama soltanto Hercules, ma lui la considera soltanto un'amica, per Atalanta è sempre più difficile accettare che il suo amore non è corrisposto. Atalanta nella sua fucina, crea una perfetta riproduzione in metallo di Hercules, a quel punto Vulcano dà vita alla statua che diventa un secondo Hercules in carne ed ossa. Questo Hercules è ingenuo e facilmente manipolabile, tuttavia si innamora di Atalanta. Discordia decide di plagiarlo, prima lo convince a distruggere le opere dei partecipanti della gara indetta da Salmoneo, inoltre Discordia lo induce a uccidere Billius infatti l'Hercules creato da Atalanta gli spezza l'osso del collo. Atalanta ha capito di non poter amare questo Hercules, che ha in comune con quello originale solo l'aspetto, poi Hercules e il suo sosia si affrontano nella fucina di Atalanta: Hercules getta il suo rivale nel fuoco sconfiggendolo apparentemente. Discordia appicca il fuoco nella fucina, Atalanta rischia di morire, ma l'Hercules che lei aveva creato, nella sua forma di metallo, si sacrifica aiutando il vero Hercules e mettere in salvo Atalanta mentre lui rimane bloccato tra le fiamme non sopravvivendo.

## Hercules e il processo
- Titolo originale: Hercules on Trial
- Diretto da: John Laing
- Scritto da: Robert Bielak

### Trama
Kazankis, un uomo che si spaccia per Hercules, si offre di aiutare una donna, il marito e i figli sono bloccati in una miniera la quale sta per crollare, purtroppo Kazankis muore nel tentativo di salvarli, il caso vuole che Hercules e Iolao che erano nei paraggi riescano a salvare sia l'uomo che i suoi figli. Fa la sua apparizione Spencius, è un uomo di legge, che nelle vesti di accusatore decide di mettere in piedi un processo contro Hercules accusandolo di essere indirettamente colpevole della morte di Kazankis, quindi Hercules viene messo agli arresti. Iolao conosce la fama di Spencius, è famoso per non aver mai perso un processo. Il saggio che patrocinerà il processo è Turgeus, lui e Hercules sono conoscenti, durante il processo preliminare Spencius chiama a deporre la vedova di Kazankis, la quale spiega che il marito, affascinato da Hercules dopo aver assistito a una delle sue imprese, abbandonò la sua vita da contadino e il suo podere per diventare un avventuriero lasciando la moglie e i figli senza sostentamento economico, Spencius accusa Hercules di influenzare le persone con superficialità, oltre al fatto che più volte ha incoraggiato ribellioni contro governi che Hercules accusava di oligarchia. Turgeus dà ragione a Spencius e quindi trasferisce la sede del processo al tribunale di Atene, Dirce decide di assumere il caso in difesa di Hercules, quest'ultimo potrebbe anche evadere dalla sua cella se lo volesse, ma vuole provare a vincere il processo perché desidera credere nella legge. Hercules riceve la visita di Marte che si compiace nel vedere gli uomini che Hercules tanto difende rivoltarsi contro di lui, in ogni caso Hercules è comunque suo fratello e trova ignobile che venga umiliato così, Marte spera che ciò porti Hercules a riconsiderare le sue convinzioni, Marte infatti desidera che lui e Hercules uniscano le forze per spodestare Giove e governare il mondo insieme, ma Hercules mette in chiaro che non farà mai fronte comune con lui. Spencius chiama a deporre un uomo i cui figli sono morti dato che, idolatrando Hercules, hanno scelto di diventare dei guerrieri, mettendo in evidenza che Hercules ispira involontariamente le persone a cimentarsi in imprese che vanno oltre le loro capacità con le nefaste conseguenze che ne derivano. Spencius poi fa convocare la moglie di Derk il quale ora è un uomo migliore, tuttavia Spencius trova inaccettabile che Hercules lo avesse salvato dalla condanna a morte per i suoi crimini solo perché non era d'accordo con il verdetto (Hercules e i mostri della sabbia). Dirce spiega a Hercules che probabilmente può essere prosciolto dall'accusa di omicidio colposo, ma probabilmente Spencius lo farà condannare per istigazione alla rivolta e verrà bandito dalla Grecia. Dirce fa deporre Melissa la quale spende belle parole su Hercules che ha salvato il suo regno dalla sua malvagia sorella (Hercules e la principessa). Inoltre Dirce chiama a deporre Dedalo che afferma che per merito di Hercules lui ha smesso di costruire invenzioni pericolose aiutandolo a superare la morte di suo figlio Icaro. Fanno la loro apparizione anche Alcmena e Giasone, quest'ultimo è un eroe stimato, lui stesso esalta le buone qualità di Hercules che lo aiutò a superare i suoi problemi con gli alcolici, tuttavia Spencius fa notare che durante le missioni di recupero del Vello d'Oro alcuni argonauti morirono, affermando che l'eroismo è in realtà ipocrisia, perché Spencius ritiene che i sedicenti eroi desiderano solo essere protagonisti di racconti eroici senza badare alle vittime delle loro stesse imprese. Marte provoca Hercules promettendogli che se sarà bandito dalla Grecia scatenerà delle guerre incontenibili e che farà anche del male ad Alcmena se ne avrà l'occasione. Spencius fa tenere presente che Iolao è tornato in vita per volere di Hercules (Hercules e il mostro di fuoco), ma che non ha concesso la stessa grazia anche alle altre persone che morirono a causa sua, inoltre menziona la morte della moglie Deianeira e dei loro figli, affermando che Hercules incoraggia la gente a mancare di rispetto agli Dei e che i suoi comportamenti sono una minaccia a quella che dovrebbe essere una società costituita da leggi definite. Hercules per la prima volta capisce che, nonostante le sue buone motivazioni, i suoi comportamenti hanno anche avuto delle conseguenze negative, arriva anche a dare ragione a Spencius nell'arringa finale, ma afferma pure che Kazankis è morto per salvare delle persone, e questo ha fatto di lui un eroe, non nega di avere una bassa considerazione degli Dei che reputa egoisti, affermando che la giustizia non risiede nella legge ma nelle buone intenzioni delle persone, ed è questo principio che lui cerca di incoraggiare negli altri, e anche se ora ha capito che l'eroismo comporta un prezzo da pagare lui continua a crederci, anche a costo di essere condannato colpevole. Poi Iolao, Giasone e tutti coloro che stimano Hercules, compresa anche la moglie di Kazankis, mettono in chiaro che se Hercules verrà condannato allora anche loro saranno disposti a subire la medesima condanna, a quel punto Turgeus che in fondo crede anche lui nei valori di Hercules, lo dichiara innocente. Hercules porge le sue condoglianze alla vedova di Kazankis che però è orgogliosa del marito, il quale è morto come un eroe che i suoi figli potranno ammirare.
- Guest Star: Claudia Black (Cassandra), Lisa Chappell (Dirce).

## Hercules e il primo amore
- Titolo originale: Medea Culpa
- Diretto da: Charles Siebert
- Scritto da: Robert Bielak (sceneggiatura e soggetto), Roberto Orci (sceneggiatura) e Alex Kurtzman (sceneggiatura)

### Trama
Hercules, Iolao e Giasone si divertono a pescare e rievocano la loro gioventù, quando Giasone (da poco divenuto re di Corinto) sfidò Hercules in una gara con le bighe, ma durante la corsa una bambina rischiò di essere travolta dalle loro bighe, ma Hercules la salvò. La piccola rivelò a Hercules che la sua famiglia era stata uccisa dal Ghidra, Hercules consapevole che si trattava di un mostro di Giunone, decise di eliminarlo, Iolao e Giasone si misero in viaggio con lui. I tre amici, durante il loro viaggio, incontrarono una bella ragazza di nome Medea, fin da subito Hercules e Giasone rimasero affascinati da lei, ma la ragazza era chiaramente attratta soltanto da Hercules. Facendo tappa in un villaggio, attaccato da un gruppo di briganti, Hercules, Iolao, Giasone e Medea li affrontarono sconfiggendoli, un bambino rischiò di morire ma Medea dando prova di possedere dei poteri miracolosi, lo salvò. Medea confessò a Hercules che era fuggita di casa, sentiva la mancanza di sua madre, ma odiava il patrigno che non faceva altro che trattarla male. Hercules si separò momentaneamente da Iolao e Giasone per accompagnare Medea dalla famiglia, ma il patrigno e la madre, così come tutti gli abitanti del villaggio, erano stati uccisi dalla Ghidra. Hercules e Medea si ricongiunsero con Iolao e Giasone, le cose però si complicarono quando Hercules, nonostante i sentimenti che provava per Medea, si rifiutò di fare l'amore con lei, benché Medea fosse pronta a concedersi a lui, infatti Hercules sentiva che Medea stava affrettando troppo le cose. Medea, ferita per il rifiuto di Hercules, baciò Giasone, ciò portò Hercules a picchiarlo, preferendo affrontare la Ghidra senza il suo aiuto. Giasone si sentì in colpa sapendo di essersi comportato male, in realtà la bambina che aveva chiesto aiuto a Hercules era Giunone, era stata lei a incaricare Medea di mettere Hercules e Giasone l'uno contro l'altro, il patrigno di Medea abusava di lei mentre la madre non faceva niente per difenderla, è per questo che Giunone ha fatto in modo che la Ghidra li uccidesse (benché Medea nonostante la rabbia che nutriva per la madre non desiderava la sua morte). Tuttavia Giasone era comunque dell'intento di aiutare Hercules, e quindi Giunone scagliò un fulmine contro Giasone uccidendolo. Medea, avendo capito di aver sbagliato ad allearsi con Giunone, usò i suoi poteri per riportare in vita Giasone. Quest'ultimo, aiutò Hercules e Iolao ad affrontare la Ghidra in una grotta e con gli sforzi congiunti di tutti e tre riuscirono a uccidere il mostro. Giunone si manifestò a Hercules, lei lo odiava dato che lui era nato fuori dal matrimonio visto che Giove, il marito di Giunone, la tradì con Alcmena, dunque Giunone eliminò Medea davanti agli occhi di Hercules, Iolao e Giasone per punirla di non aver rispettato i patti, Medea accettò la sua morte senza opporre resistenza. Ancora adesso per Hercules e Giasone non è facile ripensare all'ingiusto destino di Medea, la quale è stata soltanto una vittima di Giunone.

## Salmoneo e il re dei ladri
- Titolo originale: Men in Pink
- Diretto da: Alan J. Levi
- Scritto da: Roberto Orci e Alex Kurtzman

### Trama
Re Pholus assume Salmoneo affinché quest'ultimo amministri il suo denaro, che desidera devolvere ai poveri, ma fa la sua comparsa Autolico che una volta entrato nel castello tenta di rubare il denaro del sovrano sotto lo sguardo di Salmoneo, almeno finché i due non vengono attirati dalle urla di Pholus. Quando vanno dal re lo trovano morto e Gekkus (il fratello di Pholus), vedendo Salmoneo e Autolico insieme al corpo senza vita di Pholus, li accusa di essere due assassini. Salmoneo e Autolico fuggono via dal castello, purtroppo diventano due ricercati, con i soldati di Gekkus alle calcagna si intrufolano nel corpo di ballo di Twanky travestendosi da donne, facendo credere a Twanky che sono due ballerine e che vorrebbero danzare per lei. Twanky accetta di far entrare Autolico e Salmoneo (che si fanno chiamare rispettivamente Autolica e Salmonella) nel suo corpo di ballo, i due fanno amicizia con una delle ballerine, Pasticcino, della quale Autolico finisce con l'infatuarsi. Quest'ultimo, presentandosi a lei come uomo, si spaccia per il suo ideale dello spasimante perfetto dal momento che la sua versione femminile è riuscita a ottenere la sua confidenza. Intanto Gekkus si infatua della versione femminile di Salmoneo, corteggiandolo, in realtà il vero assassino di Pholus è proprio Gekkus, quest'ultimo quando scopre che Salmoneo e Autolico si sono spacciati per due donne, li cattura insieme a Pasticcino che scopre così l'inganno di Autolico. Quest'ultimo riesce a liberarsi e a fuggire insieme a Salmoneo e Pasticcino, gli uomini di Gekkus affrontano Autolico che però li sconfigge anche con l'aiuto di Twanky, infine proprio quando Gekkus prende in ostaggio Pasticcino, la ragazza viene salvata da Salmoneo e Autolico che catturano Gekkus che viene poi arrestato dalle autorità. Pasticcino perdona Autolico il quale le spiega che merita un uomo migliore di lui. Twanky confessa a Salmoneo e Autolico che aveva sempre saputo che sono due uomini, offrendo loro il suo aiuto qualora in futuro ne avessero ancora bisogno.

## Hercules e il sangue della Cerva d'Oro
- Titolo originale: Armageddon Now: Part 1
- Diretto da: Mark Beesley
- Scritto da: Paul Robert Coyle

### Trama
Tutto ha avuto inizio quando Olimpia brucia il corpo di Speranza per commemorarla, ma in realtà quest'ultima è ancora viva infatti si tramuta in un essere di ceneri e fuoco e dopo aver assorbito la forza vitale di un mendicante riducendolo a uno scheletro ritorna parzialmente umana, infine Speranza libera Callisto dalla grotta dove Xena l'aveva sigillata (Xena e la figlia del Male). Speranza incarica Callisto di eliminare Hercules, intanto quest'ultimo distrugge il tempio di Marte in modo che il fratellastro non dia a nessuno le sue armi da guerra. Strife provoca Hercules che però lo sconfigge con un solo pugno, la realtà dei fatti è che né Strife e né Marte hanno il coraggio di fargli del male perché le regole vietano che una divinità ne uccida un'altra. Callisto si presenta a Marte, dal momento che lei è diventata una dea (Xena contro Velsinea) offre a Marte un'alleanza contro Hercules, spiegandogli che esiste un modo per eliminarlo ma senza doverlo direttamente uccidere. Strife è della convinzione che Marte farebbe meglio a non fidarsi di Callisto essendo lei una donna fin troppo malvagia e perversa, Marte però decide di accordarle la sua fiducia, anche perché visibilmente attratto da lei, vuole farne la sua amante. Callisto e Marte, combinando i loro poteri, aprono un varco dimensionale liberando l'Hercules malvagio dalla prigione dimensionale dove era stato prigioniero, lui è ancora in possesso del ciondolo contenente il sangue della Cerva d'Oro che infatti ha il potere di uccidere un dio, ma Marte riesce a rubarglielo. Hercules scopre che un uomo identico a lui sta seminando il panico ad Arcadia, lui e Iolao capiscono che si tratta dell'Hercules malvagio, quindi vanno a fermarlo, Iolao lo mette al tappeto lanciandogli contro un'ampolla contenente della polvere soporifera. Marte e Callisto usano ancora i loro poteri combinati per aprire un altro varco dimensionale nel quale riescono a trascinare i due Hercules che adesso si trovano in una dimensione deserta tra i loro rispettivi mondi. Callisto esige che Marte le consegni il ciondolo ma lui si rifiuta di farlo, Callisto combatte contro Marte ma pur essendo una dea lei non può nulla contro la forza del dio della guerra che la mette al tappeto. Fa la sua comparsa Speranza che con i suoi poteri rinvigorisce la forza di Callisto che adesso, più forte di prima, sconfigge Marte e gli ruba il ciondolo, e con il sangue della Cerva d'Oro al suo interno, bagna la lama di un pugnale e lo usa per accoltellare Strife uccidendolo, violando la regola per cui una divinità non può ucciderne un'altra. Speranza e Callisto vanno via, mentre Marte è in collera per la morte di Strife, anche se non lo stimava in parte gli era affezionato. Marte spiega a Iolao che già da tempo gli Dei avevano percepito la diabolica presenza di Speranza la cui figura potrebbe rappresentare la fine delle divinità, Marte è pronto a chiedere aiuto a Giove ma Iolao lo ritiene inutile, facendo capire a Marte che solo Hercules può scongiurare questa minaccia. Speranza apre un varco temporale che Callisto attraversa sotto lo sguardo di Marte e Iolao che erano giunti sul posto, quest'ultimo ha capito che l'intento di Callisto è tornare indietro nel tempo e uccidere Alcmena prima che lei dia alla luce Hercules. Anche se gli Dei hanno il potere di viaggiare nel tempo, nessuno oserà impedire a Callisto di portare a termine il suo piano temendo il sangue della Cerva d'Oro in suo possesso, Iolao si offre quindi di affrontarla lui personalmente, quindi Marte fa un incantesimo che consenta a Iolao di viaggiare nel tempo insieme a Callisto e poi tornare al presente. Iolao grazie all'incantesimo di Marte sulla scia di Callisto torna nel passato, a quando Alcmena da poco vedova rimase incinta di Hercules. Intanto nella dimensione dove entrambi gli Hercules sono vincolati, l'Hercules malvagio mostra alla sua controparte un piccolo cratere al cui interno c'è dell'acqua dalla quale è possibile vedere Iolao.
- Guest Star: Hudson Leick (Callisto), Amy Morrison (Speranza).

## Hercules e la pietra di Kronos
- Titolo originale: Armageddon Now: Part 2
- Diretto da: Mark Beesley
- Scritto da: Gene O'Neill (sceneggiatura), Noreen Tobin (sceneggiatura) e Paul Robert Coyle (soggetto)

### Trama
Iolao cerca di salvare Alcmena da Callisto, tuttavia Alcmena fatica a credere che Iolao venga dal futuro. Callisto combatte contro Iolao, quest'ultimo riesce a rubarle il ciondolo con dentro il sangue della Cerva d'Oro e lo usa per bagnare la lama di un coltello in modo da usarlo per uccidere Callisto, ma non serve a nulla, infatti quest'ultima con i suoi poteri distrugge il fienile dove Alcmena si era rifugiata, uccidendola. Hercules ha capito che se tornasse nella sua dimensione lui cesserà di esistere dal momento che Alcmena ora è morta mentre era incinta di lui, di fatto adesso Hercules non è mai nato. Callisto con i suoi poteri viaggia nel tempo, al giorno in cui Xena conquistò il suo villaggio (quando i genitori di Callisto morirono) e Iolao la segue per via dell'incantesimo di Marte. Callisto per proteggere sua madre e la sua versione più giovane, uccide accidentalmente suo padre avendolo scambiato erroneamente per un soldato di Xena, a quel punto la madre aggredisce Callisto che con disperazione usa i suoi poteri bruciandola viva. La giovane Callisto, traumatizzata dalla morte dei genitori, perde completamente la sua emotività, Iolao seppur dispiaciuto per lei, solo guardandola capisce che Callisto è destinata a intraprendere il cammino del male. Tra i doni che vengono fatti a Xena durante i suoi saccheggi c'è pure la Pietra di Kronos, infatti Hercules la vede dall'acqua dalla dimensione dove si trova, essendo consapevole che la Pietra di Kronos può essere usata per viaggiare nel tempo avendola usato lui stesso in un'occasione (Hercules e la pietra del tempo) però Xena non conoscendo il potere della pietra la tratta come un oggetto di insulso valore. Iolao a causa dell'incantesimo di Marte torna al presente scoprendo che tutto è cambiato: Hercules non è mai nato e dunque la trama degli eventi si è svolta in maniera diversa, Xena è diventata la campionessa di Marte e ora è la padrona nel mondo, ha conquistato ogni regno, dall'Oriente e all'Occidente, Olimpia ha tentato vanamente di guidare la resistenza ma Xena non solo la fa catturare, ma ordina ai suoi soldati di spezzarle le gambe. Iolao chiede aiuto a Marte ma quest'ultimo nemmeno lo riconosce. Hercules attraverso l'acqua parla a Iolao spiegandogli che la Pietra di Kronos può essere usata per viaggiare nel tempo, infatti Xena ha usato la pietra come oggetto ornamentale per il suo scettro, ma Iolao riesce a rubarla e la usa per tornare nel passato, nel momento in cui Alcmena si rifugia nel fienile, Iolao riesce a salvarla in tempo da Callisto la quale crede erroneamente di averla uccisa e con lei il figlio che porta in grembo. Alcmena, memore che nel villaggio in cui vive c'è un bambino che porta il nome di Iolao, capisce che è colui che diventerà l'amico di Hercules. Callisto torna al presente e con lei anche Iolao grazie all'incantesimo di Marte, adesso Iolao cerca di affrontare Callisto con il pugnale bagnato con il sangue della Cerva d'Oro ma lei lo disarma. Intanto nella dimensione prigione si scatenano dei fulmini e Hercules, con astuzia usa dei pali per attirare le saette che generano un portale dimensionale, Hercules lo attraversa tornando alla propria dimensione appena in tempo per soccorrere Iolao, poi Hercules combatte contro Callisto e la scaraventa contro il portale che si chiude imprigionandola in un'altra dimensione. Hercules prende il pugnale bagnato con il sangue della Cerva d'Oro e lo incastona nel cemento.
- Guest Star: Lucy Lawless (Xena), Renée O'Connor (Olimpia), Hudson Leick (Callisto).

## Hercules dove sei?
- Titolo originale: Yes, Virginia, There Is a Hercules
- Diretto da: Chris Graves (accreditato come Christopher Graves)
- Scritto da: Alex Kurtzman e Roberto Orci

### Trama
Un terremoto si scatena a Los Angeles e i produttori della serie televisiva Hercules sono costretti a indire una riunione di emergenza perché sul set in Nuova Zelanda l'attore protagonista che interpreta Hercules, ovvero Kevin Sorbo è misteriosamente sparito e il regista per ora non ha ancora detto nulla alla troupe. I produttori mandano qualcuno a cercare Sorbo, persino in Francia e in Spagna ma non ci sono tracce di lui, di conseguenza i produttori iniziano a pensare a nuove idee per mandare avanti la serie anche senza il protagonista, per esempio incentrandola su un altro personaggio, come uno degli antagonisti, ad esempio Marte o Callisto, anche se questa eventualità viene poi subito bocciata. Viene poi avanzata la proposta di concentrare la serie sull'Hercules malvagio, ma anche in questo caso servirebbe Sorbo in quanto è sempre lui a interpretare il personaggio. Successivamente viene proposta una nuova serie, la cui trama dovrebbe basarsi sull'adolescenza di Hercules, ma poi capiscono che costerebbe troppe risorse un cambio totale del cast, addirittura viene avanzata la possibilità di sostituire Sorbo con un nuovo attore che possa interpretare Hercules, ma tutti i candidati si rivelano degli incapaci. Addirittura viene proposta la possibilità di eliminare la serie e di farne un cartone animato sennonché servirebbe sempre Sorbo per il doppiaggio di Hercules. La faccenda degenera al punto che i produttori a causa dello stress diventano violenti, tanto che rischiano di uccidersi tra di loro, in realtà però fa tutto parte del piano di Marte e Strife che hanno scatenato il terremoto, loro vogliono che la serie Hercules venga cancellata in modo che Marte possa guardare indisturbato Millennium e Strife Una famiglia del terzo tipo, ma prima che la faccenda degeneri fa la sua comparsa Hercules che si rivela essere Kevin Sorbo, infatti in epoca moderna Hercules ha adottato l'identità di Kevin Sorbo, si è dovuto assentare dal set per prestare soccorso alle persone che erano in pericolo a causa del terremoto, ma ora che sono tutti in salvo può riprendere a recitare, così il piano di Marte e Strife fallisce. Hercules non ha mai rivelato a nessuno che lui è veramente un eroe sentendo che il mondo non è ancora pronto ad accettarlo, e così i produttori vedendo arrivare Kevin Sorbo (ovvero Hercules) si tranquillizzano, quest'ultimo giustifica il suo ritardo a causa del traffico. Al telegiornale viene data la notizia che nonostante il terremoto è stato molto violento, non ha causato vittime per merito di un uomo che nessuno ha identificato che è riuscito a portare in salvo coloro che erano in pericolo, l'uomo misterioso è Hercules, a prova del fatto che lui è un eroe immortale nel tempo.
- Guest Star: Hudson Leick (Liz Friedman; Callisto), Kevin Tod Smith (Jerry Patrick Brown; Marte), Bruce Campbell (Robert Tapert), Michael Hurst (Paul Robert Coyle), Lisa Chappel (Melissa Blake), Ted Raimi (Alex Curtzman), Joel Tobeck (David Scott Pollison; Strife), Gina Torres (Beth Himson), Robert Trebor (B.Hollinsfoller), Lucy Lawless (Xena).

## Hercules contro la dea Discordia
- Titolo originale: Porkules
- Diretto da: Chris Graves (accreditato come Christopher Graves)
- Scritto da: Alex Kurtzman e Roberto Orci

### Trama
Discordia bisticcia con Marte stanca che quest'ultimo non le dia la considerazione che Discordia ritiene di meritare, Marte le dà il permesso di sbarazzarsi di Hercules dato che Discordia si è offerta di sconfiggere definitivamente il fratellastro di Marte. Hercules e Iolao vanno a trovare Alcmena e Giasone che festeggiano il loro secondo anniversario di nozze, ma durante il tragitto si presenta il dio Mercurio il messaggero degli Dei che dà a Hercules un messaggio da parte della dea Diana: lei è impegnata e ha bisogno che Hercules le faccia un favore, deve ritrovare l'arco che le è stato rubato. Hercules non ci mette molto a capire che a rubare l'arco di Diana è stato Autolico, effettivamente Iolao è ancora in collera con lui dato che stava per morire a causa di Autolico (Hercules e il principe dei ladri). Hercules e Iolao trovano Autolico il quale spiega a entrambi che ha già venduto l'arco a Discordia, quest'ultima usa l'arco scoccando una freccia, colpendo Hercules: quando una persona viene colpita da una freccia scoccata dall'arco di Diana si trasforma in un animale, e infatti Hercules diventa un maialino. Marte è compiaciuto, tuttavia seppur maialino Hercules non può essere ucciso per via della protezione di Giove, infatti Discordia incarica il cacciatore Colchis, il suo amante, di uccidere Hercules. Colchis e i suoi uomini cercano di catturare Hercules, ma Iolao e Autolico li affrontano sconfiggendoli, però Hercules viene catturato da un uomo che lo porta in una fattoria per farne carne da macello. Hercules come maialino impara a comunicare con gli animali, facendo amicizia con una maialina e con un pappagallo alla fattoria. Autolico e Iolao rubano i calzari volanti di Mercurio e quando Autolico li indossa inizia a volare e raggiunge la fattoria appena in tempo salvando Hercules che stava per essere ucciso, e con lui anche gli altri animali. Marte mette in chiaro con Discordia che ucciderà Colchis se quest'ultimo non catturerà Hercules. Iolao e Autolico portano Hercules e gli altri animali nella casa di Giasone e Alcmena, ma poi arrivano Colchis e i suoi uomini che catturano la maialina, credendo erroneamente che si tratti di Hercules e la portano al tempio di Marte dove Discordia rimprovera aspramente Colchis spiegandogli che quel maialino non è Hercules. Marte mantiene la promessa e incenerisce Colchis. Intervengono Iolao, Autolico, Giasone e Alcmena i quali raggiungono il tempio di Marte, il pappagallo ruba l'arco di Diana e lo consegna a Iolao che scoccando una freccia colpisce Discordia trasformandola in una gallina, successivamente Iolao punta arco e freccia contro Marte minacciando di trasformare anche lui in un animale, di conseguenza Marte scappa insieme a Discordia. Iolao scocca una freccia con l'arco di Diana colpendo Hercules che ritorna umano. Hercules si appresta a restituire l'arco a Diana incaricando Autolico e Iolao di restituire a Mercurio i suoi calzari. Anche se Iolao e Autolico non si sopportano, ammettono che in altre circostanze sarebbero stati buoni amici.

## Hercules e il circo
- Titolo originale: One Fowl Day
- Diretto da: Michael Hurst
- Scritto da: Adam Armus e Nora Kay Foster (accreditato come Kay Foster)

### Trama
Per adesso Marte preferisce che Discordia rimanga una gallina anche perché ama vederla umiliarsi, comunque ritiene che Iolao debba essere punito per quello che ha fatto, dunque Marte ammanetta Iolao e Autolico con dei bracciali uniti a una catena forgiata da Vulcano. Marte fa un incantesimo ai bracciali facendo sì che tutto quello che dicono Iolao e Autolico sembri incomprensibile per chi li ascolta oltre a dare a entrambi un aspetto da selvaggi. I due sventurati finiscono con l'essere catturati dai membri di un circo che fanno di Iolao e Autolico due attrazioni. Intanto Hercules si appresta a restituire a Diana l'arco che le era stato rubato, e scopre che riesce ancora a comprendere il linguaggio di Katherine, la maialina con la quale aveva stretto amicizia, lei gli rivela che vorrebbe tanto diventare un'umana dando per scontato che la sua vita sarebbe migliore benché Hercules cerchi di spiegarle che la vita non è mai facile indipendentemente dell'essere umani o animali. Fa la sua comparsa Venere che prende l'arco per conto di Diana, tra l'altro, per fare un favore a Katherine esaudisce il suo desiderio: usando una freccia la scocca con l'arco di Diana trasformando così Katherine in una donna. Katherine è felice, ma i suoi comportamenti tutt'altro che femminili, la spingono ad apparire ridicola agli occhi degli altri, infatti non sa comportarsi da umana. Hercules e Katherine vanno al circo e lì incontrano Iolao e Autolico, tra l'altro Hercules è l'unico a capire quello che dicono. Hercules con la sua forza distrugge la catene che tenevano uniti i bracciali, sciogliendo l'incantesimo, adesso Iolao e Autolico tornano normali. Marte trasforma Discordia in una gallina gigante, e lei semina il panico nel circo, ma Iolao e Autolico usando l'astuzia riescono a metterla fuori combattimento, con grande divertimento di Marte il quale voleva solo farsi una risata a scapito di Discordia, per poi portarla via. Katherine pur essendosi divertita come umana capisce che Hercules aveva ragione e che la cosa giusta è quella di rimanere una maialina, quindi Venere, che aveva ancora con sé l'arco di Diana, lo usa per scoccare una freccia colpendo Katherine facendola tornare una maialina.

## Hercules e lo zaffiro di Antiochia
- Titolo originale: My Fair Cupcake
- Diretto da: Rick Jacobson
- Scritto da: Noreen Tobin e Gene O'Neill

### Trama
Autolico saccheggia una carrozza e vi trova un invito alla corte di Antiochia, lui mira a impossessarsi dello zaffiro appartenente al principe Alexandros, l'invito però è solo per le principesse, quindi Autolico chiede a Pasticcino di fingersi Hermia la figlia di Georgas il re di Carpathia, con la promessa che seguendo il suo piano Alexandros si innamorerà di lei e la sposerà, anche perché tutto ciò che desidera Pasticcino è trovare un uomo perbene che la renda felice. I regni di Carpathia e di Antiochia sono ai ferri corti, tanto che Georgas chiede a Hercules e Iolao di combattere al suo fianco contro le armate di Antiochia, dato che i soldati di Alexandros hanno attaccato già diversi villaggi, temendo che il prossimo bersaglio sarà il villaggio di Perthia. Tuttavia Hercules e Iolao si rifiutano di prendere parte a una guerra che porterà solo alla morte di tanti innocenti, chiedendo a Georgas due giorni di tempo per impedire il conflitto. Hercules e Iolao vanno a Perthia dove un uomo istiga gli abitanti dei rispettivi regni di Antiochia e Carpathia a combattere gli uni contro gli altri, fortunatamente Hercules e Iolao riescono a fermare la lotta tra gli abitanti. Iolao decide di parlare con Alexandros, dunque va a trovarlo a corte, e contemporaneamente arrivano Autolico e Pasticcino, quest'ultima si spaccia per Hermia mentre Autolico si presenta come il suo accompagnatore. Alexandros rimane colpito dalla bellezza di Pasticcino benché finga di essere la figlia del suo nemico, Iolao è ben consapevole che è tutta una messa in scena e pur rimproverando Autolico decide di sfruttare la cosa a suo vantaggio, dal momento che Alexandros si è appena infatuato della ragazza che tutti credono la principessa di Carpathia: ciò lo porterebbe a riconsiderare la possibilità di dichiarare guerra. Hercules trova l'uomo che aveva cercato di portare conflitto a Perthia il quale afferma che è stato Georgas a pagarlo in modo da fomentare i conflitti tra Carpathia e Antiochia, poi Hercules porta l'uomo al cospetto di Georgas e infatti guardando il sovrano afferma che è stato lui a incaricarlo di svolgere il compito che gli era stato dato. Sennonché quello non è Georgas ma un impostore, è stata un'idea di Hercules per sbugiardare l'uomo che voleva dare la colpa a Georgas, quest'ultimo minaccia di condannarlo a morte se non gli rivela l'identità di colui che lo ha assoldato. Nel frattempo Autolico è geloso, odia vedere Pasticcino andare d'accordo con Alexandros, quest'ultimo infatti è rimasto catturato dalla genuina gentilezza della ragazza, il problema però è che, sebbene Pasticcino ricambi i sentimenti di Alexandros, lei ama Autolico, egli però preferisce tenerla a distanza. Iolao prova a convincere Autolico a combattere per Pasticcino, a patto però che inizi a condurre una vita onesta, ma lui si rifiuta di farlo, anche se la ama non vuole rinunciare a essere un ladro per condurre una vita umile e modesta. Alcuni soldati attaccano la corte di Antiochia ma Iolao, Alexandros e Autolico li affrontano sconfiggendoli, anche grazie all'intervento di Hercules che ha scoperto l'identità di colui che voleva scatenare il conflitto tra Carpathia e Antiochia, ovvero Vitron, il consigliere di Alexandros, che viene arrestato. Quando Georgas rivela ad Alexandros che Pasticcino non è sua figlia Hermia, i sentimenti del principe non cambiano e chiede a Pasticcino di sposarlo e lei gli risponde di sì. In realtà è ovvio che l'uomo che ama veramente è Autolico, ma quest'ultimo decide di mettersi da parte ritenendo che Alexandros saprà renderla felice come lui non potrebbe. Hercules fa tenere presente ad Autolico che anche grazie a lui è stata sventata quella che sarebbe diventata una guerra sanguinaria, tuttavia solo in un secondo momento Hercules e Iolao scoprono che Autolico prima di andarsene ha fatto in tempo a rubare lo zaffiro di Antiochia.

## Hercules e gli squali di sabbia
- Titolo originale: War Wounds
- Diretto da: John Mahaffie
- Scritto da: Paul Robert Coyle

### Trama
Iolao si fa accompagnare da Nebula a Corinto, aspettando Hercules che per via di un contrattempo arriverà in un secondo momento. Iolao è costretto a constatare che le cose a Corinto non vanno nel migliore dei modi: Aiace (amico di Hercules e Iolao nonché loro compagno di battaglia) non fa altro che istigare gli ex soldati a mancare di rispetto a Ificle, il quale da tempo è vedovo, infatti Rena è morta. Aiace e i suoi uomini, reduci dalle guerre, ormai vengono trattati come reietti imputando a Ificle la colpa dal momento che lo accusano di non dare ai suoi soldati il rispetto che meritano, alcuni li ha fatti rinchiudere nella terribile prigione di Golgoth. Iolao pretende una spiegazione da Ificle, quest'ultimo gli spiega che non ebbe altra scelta, ritornati dalle guerre Aiace e gli altri soldati sono diventati violenti e ingestibili, ormai non riescono più a reinserirsi nella comunità. Iolao convince Aiace a incontrare Ificle per una accordo di mediazione, ma in realtà Aiace ha in mente altri piani: lui e i suoi uomini tendono un'imboscata a Ificle e lo catturano per portarlo nella prigione di Golgoth. Nebula accompagna Iolao a Golgoth, che è sotto la gestione del capo carceriere Ganion, un uomo crudele che ama dare il tormento ai prigionieri. Ificle ignorava che Ganion trattasse i prigionieri in una maniera tanto disumana, il problema non è tanto la prigione quanto la sabbia all'esterno della struttura, che pullula di mostri carnivori, gli squali della sabbia. Aiace fa liberare tutti i prigionieri e fa gettare Ganion nella sabbia che viene mangiato vivo da uno dei mostri. Ificle cerca di scappare, ma quando affronta i soldati di Aiace cade nella sabbia, a quel punto Iolao cerca di salvarlo, ma entrambi diventano facili prede del mostro, in loro aiuto interviene Hercules che uccide lo squalo di sabbia scaraventandolo con violenza contro una parete. Iolao e Hercules rimproverano sia Aiace che Ificle, entrambi hanno sbagliato, quest'ultimo non doveva mandare i soldati che gli avevano mancato di rispetto a Golgoth, ma Aiace non doveva ricorrere alla violenza e all'irriverenza per far valere i suoi diritti e quelli dei suoi compagni. Aiace apparentemente sembra arrivare con Hercules a un compromesso: libererà Ificle, ma a patto che Hercules gli consegni tutte le ricchezze di Corinto che verranno date ai soldati. Hercules parte per Corinto, ma Aiace non intende mantenere la promessa e getta Ificle nella sabbia, Iolao lo segue, e i gli squali di sabbia si apprestano ad attaccarli, ma Hercules (che in realtà aveva solo finto di dirigersi a Corinto) interviene per difenderli. Ormai anche i soldati di Aiace hanno capito che lui sta esagerando dato che si sta comportando come un brigante. Aiace, ormai accecato dalla collera, attacca Hercules, ma non riesce a impedirgli di salvare Iolao e Ificle uccidendo due squali di sabbia con un enorme palo di legno. Aiace, capendo ormai di essersi trasformato in un uomo orribile, si getta nella sabbia permettendo a Iolao e Ificle di mettersi in salvo, mentre Aiace viene divorato da uno squalo della sabbia. Ificle fa erigere una statua in memoria dei soldati caduti, inoltre assegna loro una vasta terra incolta che potranno abitare e gestire come meglio vorranno.

## Hercules e il ritorno di Giove
- Titolo originale: Twilight
- Diretto da: Philip Sgriccia
- Scritto da: Gene O'Neill, Noreen Tobin, Alex Kurtzman e Roberto Orci

### Trama
Hercules e Iolao, dopo aver saputo da Giasone che Alcmena sta male, corrono a trovarla a casa sua, Giasone spiega a entrambi che la donna negli ultimi tempi ha accusato delle fitte al cuore, proprio come la madre di Alcmena poco prima di morire. Intanto Alcmena si dedica al giardinaggio, preferisce affrontare la propria morte con serenità, ha capito che le resta poco da vivere, Giasone ha mandato un messaggio anche a Ificle, ma quest'ultimo non farà in tempo a venire. Alcmena confessa a Hercules che per molto tempo ha odiato Giove per averla sedotta assumendo l'identità del marito Anfitrione e mettendola incinta di Hercules, ma questo non le impedì di amare il figlio, e ora vorrebbe che Hercules e Giove facessero un tentativo per riconciliarsi. Hercules ripensa alla sua gioventù, a quando i Parti cercarono di invadere il regno di Kaylan che era sotto la guida del sovrano Eteocle, un caro amico di Giasone, infatti Kaylan e Corinto sono stati alleati e dunque Giasone decise di aiutare Eteocle a sconfiggere i Parti. Da buoni amici, Hercules e Iolao si unirono a lui, tutti e tre erano giovani e ingenuamente vedevano nella guerra la possibilità di diventare degli eroi. Vennero disillusi quando constatarono le atrocità della guerra, durante una battaglia Eteocle venne ucciso dai Parti, mentre a un soldato di nome Nikos venne amputato il braccio e morì nonostante gli fossero state date delle cure. Hercules trovò un soldato dell'esercito dei Parti gravemente ferito e nonostante il parere contrario di Giasone lo portò in salvo, un amico di Hercules si sacrificò facendosi uccidere dai Parti per dare a Hercules, Giasone e Iolao il tempo di fuggire insieme al ferito. Egli affermava che la terra di Kaylan apparteneva in principio ai Parti che a suo dire stavano combattendo per un loro diritto, ma Hercules gli fece capire quanto fosse insensato sacrificare delle vite umane, convincendolo a condurli nella roccaforte dove si trovava il re dei Parti. Essendo in debito con loro per averlo salvato, l'uomo accettò di portarli dal loro sovrano. Con la morte di Eteocle, il regno di Kaylan passò sotto la guida di Giasone che convinse il re dei Parti ad accettare un accordo di pace, con la promessa che i Parti e gli abitanti di Kaylan avrebbero diviso equamente il territorio. Tornando al presente, Alcmena sta sempre peggio, si sdraia sul proprio letto, confessando a Giasone di amarlo immensamente, oltre a esprimere a Iolao l'orgoglio che prova per lui dato che lo conosce da quando era un bambino e lo ha visto diventare un grande uomo. Alcmena muore dopo aver detto a Hercules che lui è il dono più bello che la vita le ha dato. Hercules, camminando nel bosco, in uno sfogo di rabbia colpisce una roccia con un pugno distruggendola, ma poi inaspettatamente fa la sua comparsa Giove.
- Guest Star: Ian Bohen (Hercules da giovane), Dean O'Gorman (Iolao da giovane), Chris Conrad (Giasone da giovane).

## Hercules contro Apollo
- Titolo originale: Top God
- Diretto da: Charles Siebert
- Scritto da: Jerry Patrick Brown (sceneggiatura) e Paul Robert Coyle (soggetto)

### Trama
Hercules non è affatto contento della visita di suo padre, benché Giove appaia dispiaciuto per la morte di Alcmena che stimava sinceramente. Giove non è venuto solo per porgere al figlio le sue condoglianze ma anche per invitarlo a seguirlo nell'Olimpo, lui ha il potere di trasformare Hercules in una divinità. Ormai Alcmena è morta e dunque Hercules non ha più una famiglia nel mondo mortale, Giove non vuole solo trasformarlo in una divinità, infatti vuole fare di Hercules il signore degli Dei al pari di Giove, ritenendo che il posto di Hercules è quello di regnare nell'Olimpo al fianco del padre. Hercules ripensa a quando conobbe Giove la prima volta, era ancora un adolescente, Hercules e Giasone videro una ragazza di nome Ariadne mentre dei briganti la importunavano, i due li affrontarono ma lo scontro venne interrotto dall'arrivo del dio Apollo che riuscì a mettere al tappeto i briganti, Ariadne era la sua amante. Quella fu la prima volta che Hercules e Apollo si conobbero, essendo entrambi figli di Giove erano fratellastri, Apollo sembrava una persona amichevole, infatti lui e Hercules si presero in simpatia. Apollo e Ariadne portarono Hercules nel tempio di Apollo, quest'ultimo era un amante del divertimento, offrì a Hercules dell'ambrosia e lui divenne una divinità. Hercules iniziò a usare i suoi poteri per divertirsi in maniera infantile e spregiudicata, in quel momento conobbe il padre Giove che lo rimproverò per aver preso l'ambrosia in quanto Hercules era nato per essere un semidio. Hercules iniziò a capire che tipo di persona fosse realmente Apollo quando lui decise per capriccio di tagliare Ariadne fuori dalla sua vita umiliandola, poi si mise a importunare delle persone e a quel punto Hercules lo affrontò ridicolizzandolo. Apollo non potendo accettare un tale affronto sfidò Hercules nel suo tempio. Quest'ultimo chiese a Giove di privarlo dei suoi poteri di divinità che gli erano stati concessi dall'ambrosia, infatti intendeva affrontare Apollo con le sue sole forze. Hercules, accompagnato da Giasone, raggiunse il tempio di Apollo il quale intendeva fare del male ad Ariadne ma Hercules la salvò e sconfisse Apollo. Iolao e Giasone cercano di convincere Hercules ad accettare l'offerta di Giove, secondo loro sull'Olimpo sarebbe più facile per lui tenere sotto controllo Marte e Discordia, effettivamente anche Hercules ritiene che come divinità potrebbe aiutare ancora meglio il genere umano. Giove confessa a Hercules che quando sfidò Apollo chiedendogli di privarlo della sua divinità lo rese fiero di lui, a quel tempo Hercules non era pronto per essere un dio, doveva imparare ancora tanto, ma ora è pronto a essere una divinità. Hercules accetta l'offerta di Giove, saluta con affetto Iolao e Giasone i quali lo guardano mentre insieme a Giove raggiunge l'Olimpo.

## Hercules contro Giunone
- Titolo originale: Reunions
- Diretto da: Charles Siebert
- Scritto da: Jerry Patrick Brown, Roberto Orci e Alex Kurtzman

### Trama
Hercules viene condotto nell'Olimpo da Giove che lo trasforma in una divinità, gli mostra anche l'Abisso dell'Averno, il luogo dove viene conservata tutta la conoscenza del genere umano. Iolao saluta Giasone decidendo di andare a trovare sua madre Erytheia, è da tanti anni che non la rivede, da quando il padre di Iolao è morto si è risposata. Iolao va a trovare Erytheia nel villaggio dove lei vive, è felicissima del ritorno del figlio ma il patrigno Pandion ha nei suoi confronti un atteggiamento livoroso perché anche se Erytheia non ha voluto farglielo pesare ha sofferto per la lontananza di Iolao il quale non è venuto nemmeno alle loro nozze dato che lui e Hercules erano a Micene. Pandion accusa Iolao di essere un egoista perché ora vuole stare con Erytheia solo per compensare la perdita di Hercules. Quest'ultimo si prodiga per aiutare le persone, facendo pratica con i suoi poteri salva la vita a un uomo che rischiava di morire per affogamento. Hercules riceve la visita di Giunone la quale non intende fargli del male, gli spiega che un tempo lei e Giove si sono amati sinceramente finché lui non la tradì con Alcmena, ma adesso pure Hercules è una divinità come lei e non vede il motivo per cui dovrebbero continuare a battersi, al contrario prova a convincerlo a schierarsi dalla sua parte perché lei desidera prendere il posto di Giove come regnante dell'Olimpo, anche altre divinità hanno deciso di voltare le spalle a Giove. Hercules va nell'Olimpo litigando con suo padre avendo capito che ha trasformato Hercules in una divinità al solo scopo di averlo al suo fianco nell'imminente battaglia contro Giunone, e infatti Giove non smentisce le sue accuse. Giove gli rammenta che per anni gli ha concesso la sua protezione dagli Dei affermando che Hercules è in debito con lui. Hercules deluso dalle manipolazioni di Giove decide di non aiutarlo, benché non sia comunque sua intenzione fiancheggiare Giunone, a quel punto Giove non tollerando l'insolenza di Hercules usa contro di lui i suoi poteri ma Hercules si difende facilmente ora che pure lui è un dio, per poi lasciarlo solo. Iolao si scusa con sua madre, per Erytheia è stato doloroso accettare che il padre di Iolao preferisse dedicare la sua vita alla battaglia piuttosto che starle accanto e quando anche Iolao si allontanò da lei scegliendo una vita all'insegna dell'avventura si è sentita abbandonata, pur capendo quanto per Iolao sia importante essere un guerriero Erytheia si è sentita ferita dal fatto che suo figlio la tagliò fuori dalla sua vita. Iolao le confessa che il motivo per cui si allontanò da sua madre era perché si vergognava del suo passato, quando Iolao era un delinquente, voleva diventare un grande combattente per riscattarsi agli occhi di sua madre, tuttavia Erytheia gli spiega che non era necessario perché lo amava incondizionatamente ma adesso invece suo figlio è solo un estraneo. Apollo, che ha deciso di sostenere sua madre Giunone nella lotta contro Giove, attacca il villaggio dove vivono Erytheia e Pandion, dà pure fuoco a una casa dove al suo interno ci sono dei bambini, interviene Hercules che affronta Apollo mentre Iolao porta in salvo i bambini. Intanto Giunone mette Giove davanti a una scelta, adesso ha capito che Alcmena è l'unico essere umano che lui abbia realmente amato, il motivo per cui ha aspettato che lei morisse prima di trasformare Hercules in una divinità era per non portarle via il figlio, Giunone ha strappato Alcmena dai Campi Elisi condannandola alle fiamme infernali, la salverà dal suo supplizio solo se Giove rinuncia ai suoi poteri di divinità. Giove per amore di Alcmena acconsente e Giunone lo condanna a vivere tra gli umani bandendolo dall'Olimpo, dando a Marte il compito di ucciderlo. Apollo si ritira dalla battaglia, mentre Hercules, nonostante l'astio contro suo padre, decide di proteggerlo da Marte, il quale non sembra farsi nessuno scrupolo di coscienza, è ben disposto a uccidere suo padre Giove dato che quest'ultimo a sua volta uccise il proprio padre Kronos e dunque Marte trova giusto che Giove muoia per mano di uno dei suoi figli. Hercules propone a Marte uno scontro senza poteri e lui accetta, Marte e Hercules di affrontano e con non poche difficoltà Hercules lo sconfigge. Quando Pandion scopre che Iolao ha salvato quei bambini riconsidera la sua opinione su di lui. Hercules e Giove vanno nell'Olimpo con l'intento di affrontare Giunone e Apollo, quest'ultimo si scaglia contro il suo fratellastro ma Hercules lo sconfigge con un solo pugno. Hercules combatte contro Giunone ma anche se ora è un dio lei è troppo forte, infatti non è in grado di tenerle testa. Giunone intende gettare Hercules nell'Abisso dell'Averno, chiunque venga imprigionato lì è condannato a rimanervi intrappolato per l'eternità. Proprio quando Giunone sembrava avere la vittoria in pugno, Hercules la coglie di sorpresa e la getta nell'Abisso dell'Averno, finalmente Hercules ha sconfitto definitivamente Giunone ponendo fine alla loro lunga battaglia. Hercules rinuncia ai suoi poteri divini e Giove torna a essere il signore degli Dei, benché rinnovi la sua proposta di trasformare nuovamente Hercules in un dio ritenendo che così suo figlio possa aiutare molto meglio l'umanità, lui rifiuta affermando che per aiutare il genere umano è necessario «stare tra gli uomini, non sopra di loro» comunque Hercules non intende escludere Giove dalla sua vita e se lo desidera può ancora stargli accanto. Hercules chiede a Giove un solo favore: non vuole più la sua protezione dalle altre divinità, qualora gli Dei cercassero nuovamente di fargli del male vuole difendersi con le sue sole forze. Iolao si riconcilia con Erytheia e Pandion e si rimette in viaggio, insieme al suo amico Hercules.